# Eucalyptus mannensis
Eucalyptus mannensis är en myrtenväxtart som beskrevs av Boomsma. Eucalyptus mannensis ingår i släktet Eucalyptus och familjen myrtenväxter. Inga underarter finns listade i Catalogue of Life.